# Rachanie
Rachanie è un comune rurale polacco del distretto di Tomaszów Lubelski, nel voivodato di Lublino.
Ricopre una superficie di 94,05 km² e nel 2004 contava 5 805 abitanti.